# Bräntskalsflyarna (Hotagens socken, Jämtland, 712061-143267)
Bräntskalsflyarna är en sjö i Krokoms kommun i Jämtland och ingår i Ångermanälvens huvudavrinningsområde. Bräntskalsflyarna ligger i Gråberget-Hotagsfjällen Natura 2000-område. Sjöns area är 0,0872 kvadratkilometer och den är belägen 717,9 meter över havet.

## Delavrinningsområde
Bräntskalsflyarna ingår i det delavrinningsområde (712064-143228) som SMHI kallar för Mynnar i 712440-143269. Medelhöjden är 782 meter över havet och ytan är 6,27 kvadratkilometer. Det finns inga avrinningsområden uppströms utan avrinningsområdet är högsta punkten. Vattendraget som avvattnar avrinningsområdet har biflödesordning 5, vilket innebär att vattnet flödar genom totalt 5 vattendrag innan det når havet efter 322 kilometer. Avrinningsområdet består mestadels av skog (59 procent) och kalfjäll (33 procent). Avrinningsområdet har 0,15 kvadratkilometer vattenytor vilket ger det en sjöprocent på 2,5 procent.